# Àcid taxoleic
L'àcid taxoleic, el qual nom sistemàtic és àcid (5Z,9Z)-octadeca-5,9-dienoic, és un àcid carboxílic poliinsaturat de cadena lineal amb devuit àtoms de carboni, la qual fórmula molecular és {\displaystyle {\ce {C18H32O2}}}. En bioquímica és considerat un àcid gras rar, de cadena llarga, i se simbolitza per C18:2 n-9. Presenta dos enllaços dobles, no conjugats, als carbonis 5 i 9, ambdós amb conformació cis.

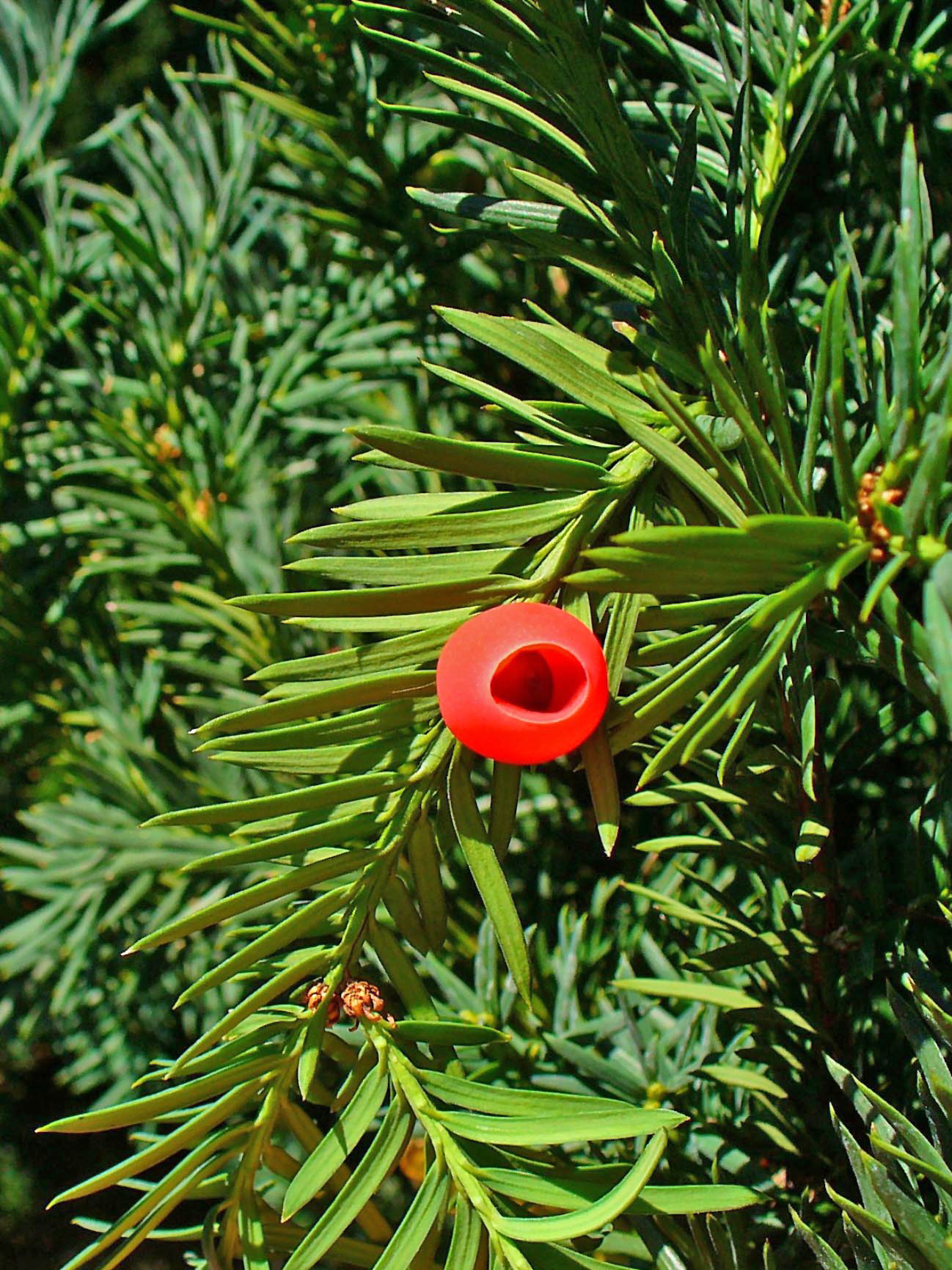
Taxus baccata

És present en els olis de les llavors de coníferes, com ara la pinassa o Pinus nigra (47 %), Taxus cuspidata (16,2 %), el teix o Taxus baccata (12,2 %), el cedre del Líban o Cedrus libani (9,4 %), el pinsap o Abies pinsapo (8,2 %), el pinastre o Pinus pinaster (7,1 %), l'avet blanc o Abies alba (6,2 %), entre d'altres.
A les coníferes se'l troba juntament amb d'altres àcids grassos que presenten també un doble enllaç al carboni 5, o Δ⁵, aïllat de la resta d'enllaços dobles i que n'és característic d'aquest grup d'àcids, format també per l'àcid juniperònic, l'àcid pinolènic, l'àcid coniferònic i l'àcid sciadònic.